# 北京料理
北京料理（ペキンりょうり）とは、歴代中国王朝が現在の北京に首都を定めて以後の北京貴族の宮廷料理や、北京市民の家庭料理や屋台で提供される郷土料理を指す。中国での一般的な呼称は「京菜 ジンツァイ」。

## 概要
広義では山東省・山西省・河北省の料理を吸収して、北京風にアレンジした料理の総称。更に、北京は大元帝国（つまりモンゴル帝国）、大清帝国のような中国全土を支配した少数民族が打ち建てた国の首都であったので、故地である満洲国（いまの中国東北地方）・モンゴル国の料理も北京の中華料理に含める事がある。こうして、漢民族の多くない省・少数民族の地域も含む中国全土の名物料理が集積され、主に宮廷料理人によって洗練されてゆき「北京料理」と言い習わされた。ただし、モンゴル国も、中国の東北地方も、これらの地域の郷土料理自体が、漢民族の中華料理の影響を何百年間も受けて同化された。自分の国の固有の料理と中華料理の間の差異はほぼ消滅し、これにより満洲料理・モンゴル料理もすべて中華料理の北京料理に含むという説もある。
元王朝・明王朝・清王朝の時期に、北京料理は中国歴代王朝の食文化に大成にされ、中国の代表的な料理となった。だが、近代に入って、中国の清朝が崩壊するに至ったため、お金や命の保護を求めて、宮廷料理人の大半は北京から流出し、それと共に最高レベルの中華料理の調理法も中国全土に広まった。特にその恩恵を受けたのは、当時一番平和であった四川省と広東省であった。広東省はイギリスの植民地である香港のすぐ隣で、言葉も広東語であるから、北京料理の技術を使った広東料理は当時大英帝国のすべての植民地に広がった。そして、イギリスの世界への影響力によって、いま中国料理を代表する料理はもはや北京料理ではなく、広東料理となった。また、元来独特な麻辣味を持つ四川料理は、北京料理の繊細性と宮廷料理の高水準を融合して、今の高級四川中華になった。北京料理が四川化した例として、北京料理に由来するおこげ料理は今の四川の庶民の中でも普通に食べられるという。

## 特徴
宮廷料理であったため、繊細且つ見栄えのする料理が多い。また華北であるため、米や魚よりも小麦粉や獣肉を多用している。東西交流の証しとして、ナンやジンギスカン鍋をベースとした清真料理（イスラム料理）も盛んであり、北京ダックを焼く窯も、インドのタンドールや中東や中央アジアでパンなどを焼く窯に似ている。
最近では北京市出身の料理研究家ウー・ウェンが北京の家庭料理の紹介で知られている。
塩や醤油といった調味料を用いたシンプルな味付けが多く、香味野菜の香りを活かした料理が特徴である。特にネギが重要な食材とされ、長ネギとショウガと山椒の香りを移した「ネギ油」は炒め物や煮物など多くの北京料理で用いられる調味料となっている。鶏の足先で取った澄んだスープも、北京料理の特徴的な味付けとなっている。また、中華料理でよく行われている「野菜の油通し」は北京料理では行われない。

## 料理例
- 北京ダック
- 杏仁豆腐
- ジャージャン麺
- 油条
- 酸辣湯
- 刀削麺
- 饅頭（マントウ）： 日本のものに比べると、形が大きく、粘りと甘みがある。一般にマントウと呼ばれるものは具が入っておらず、蒸しパンの一種であり、挽肉や豆餡などの具の入ったものは包子（バオズ、パオズ）と呼ばれる。
- 紅焼熊掌（ホンシャオションヂャン）：熊の手の煮込み。
- 餃子（チャオズ）：他地方でも食べられるが、主に北京地方で盛ん。日本と違い、通常は茹で上げる水餃子である。
- 葱油餅：小麦粉を練り上げて作った円盤状のパン。ネギの入った油で炒める。南アジアや中近東のナンとの類似が見られる。
- 皮蛋
- 涮羊肉：羊肉を薄く切ったものを鍋のスープにくぐらせ、タレにつけて食べる。日本のしゃぶしゃぶの元祖と言われる。
- 肉末焼餅（ローモーシャオピン）：胡麻付きのパンにそぼろを挟んだもの。
- 京醤肉絲（ジンジャンロース）：細切りにした豚肉を炒めて、甜麺醤をベースにした甘いソースと絡めた料理。
- 炙子烤肉：羊肉や牛肉をあぶり焼きする料理。日本のジンギスカンの元祖と言われる。
- 爆肚： 牛や羊の胃を切ったものを熱湯や熱した油にさっとくぐらせてタレで食べる料理。

### 菓子類
- 氷果
- 西瓜酪
- 艾窩窩

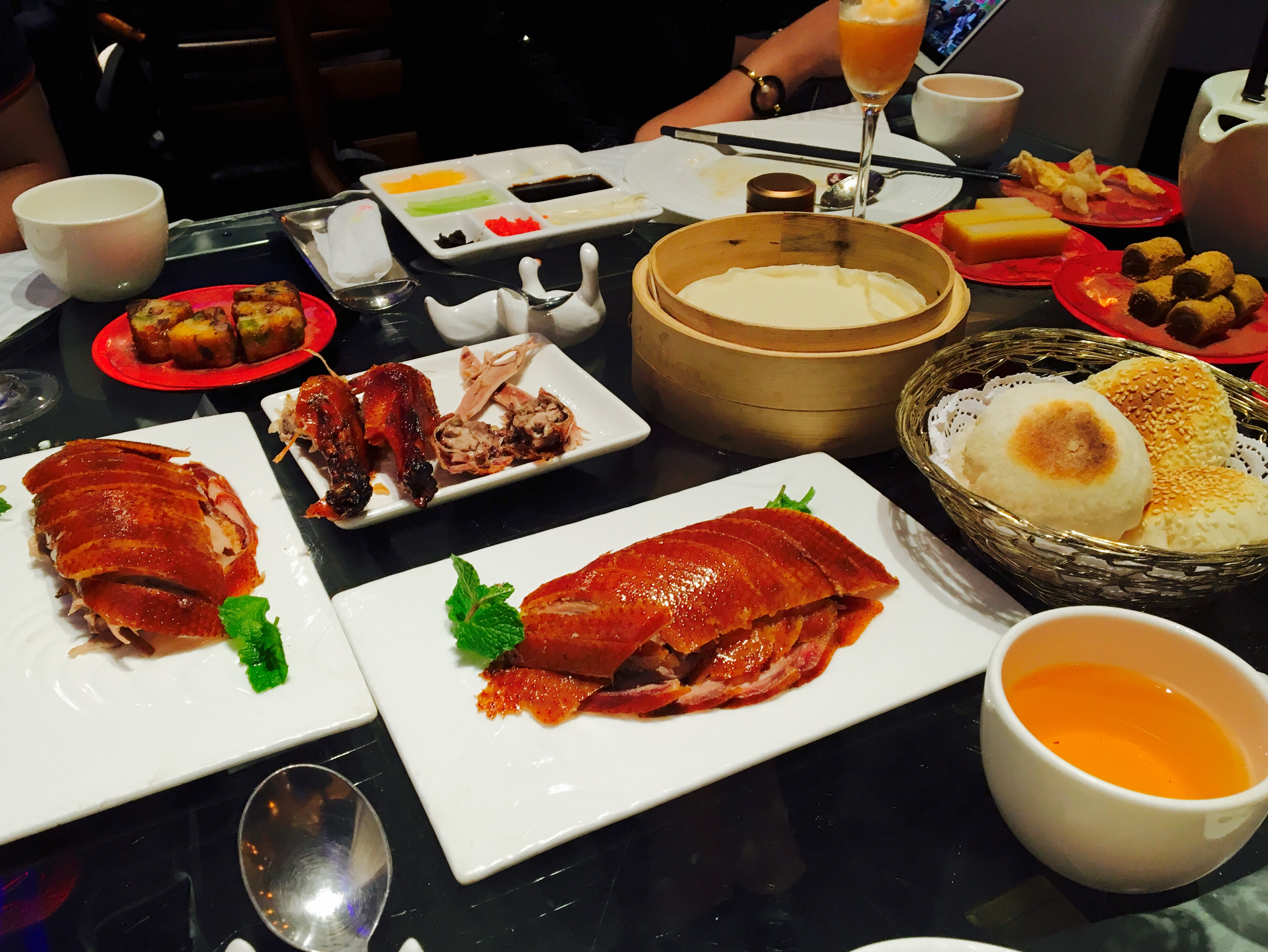
北京ダック
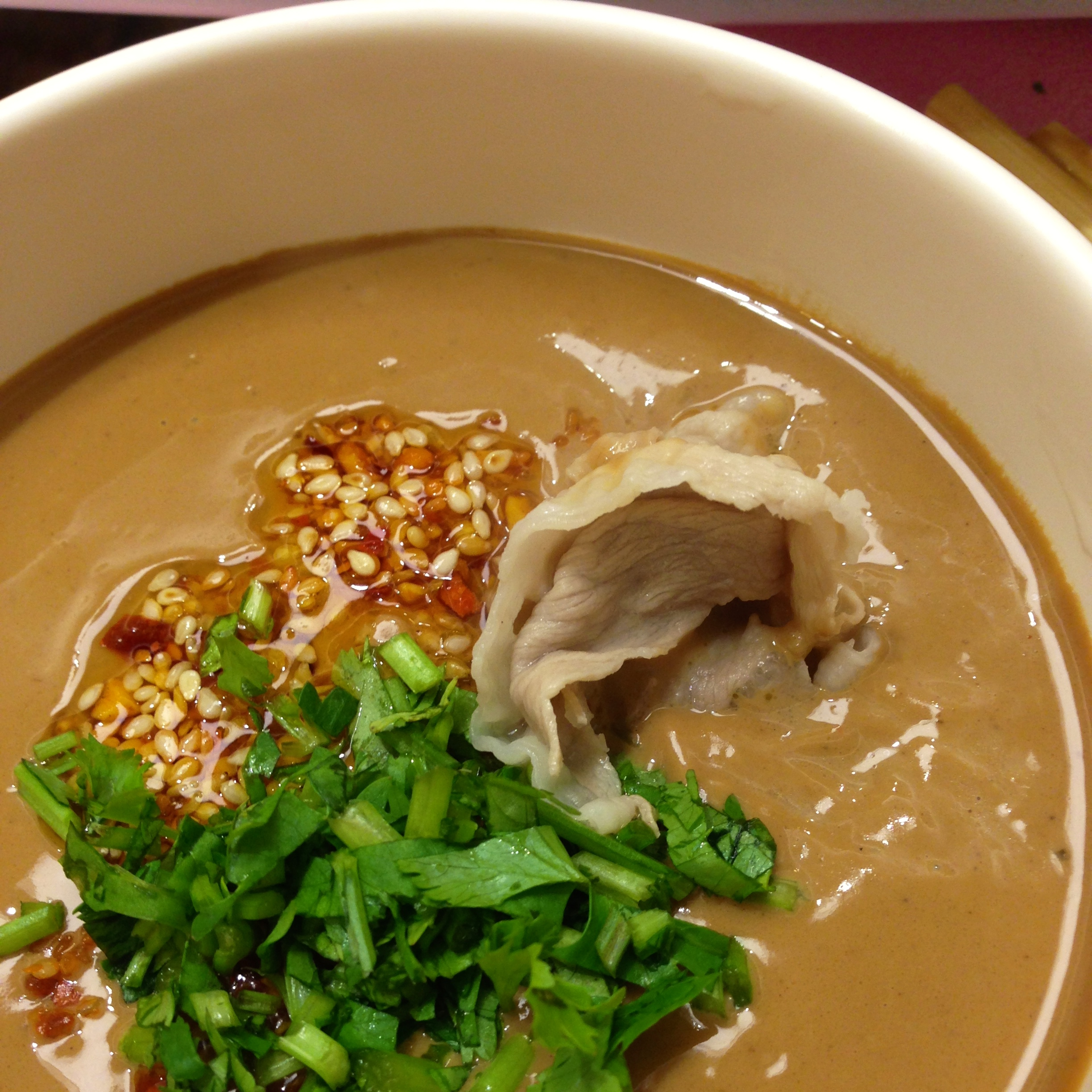
涮羊肉
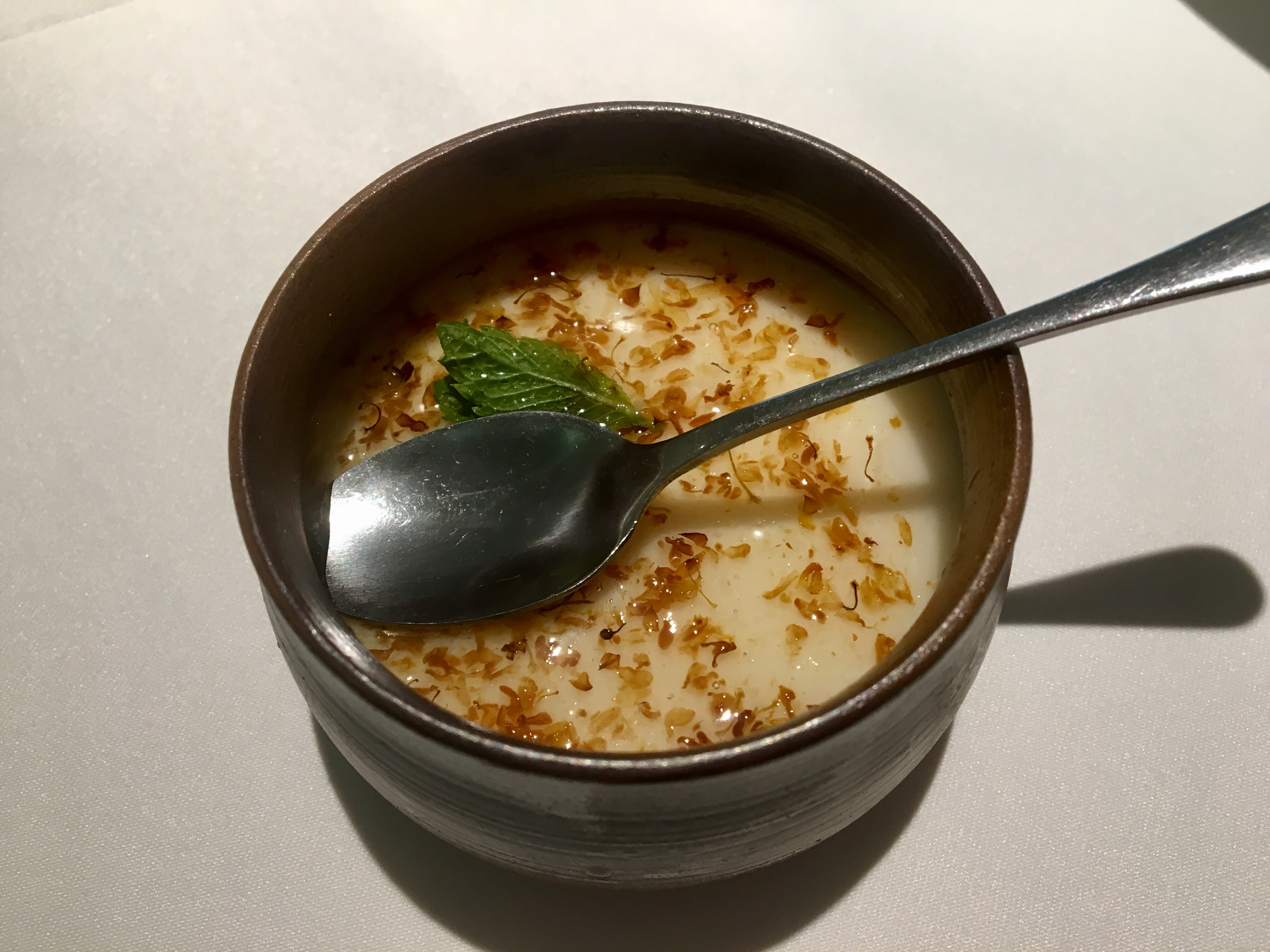
杏仁豆腐
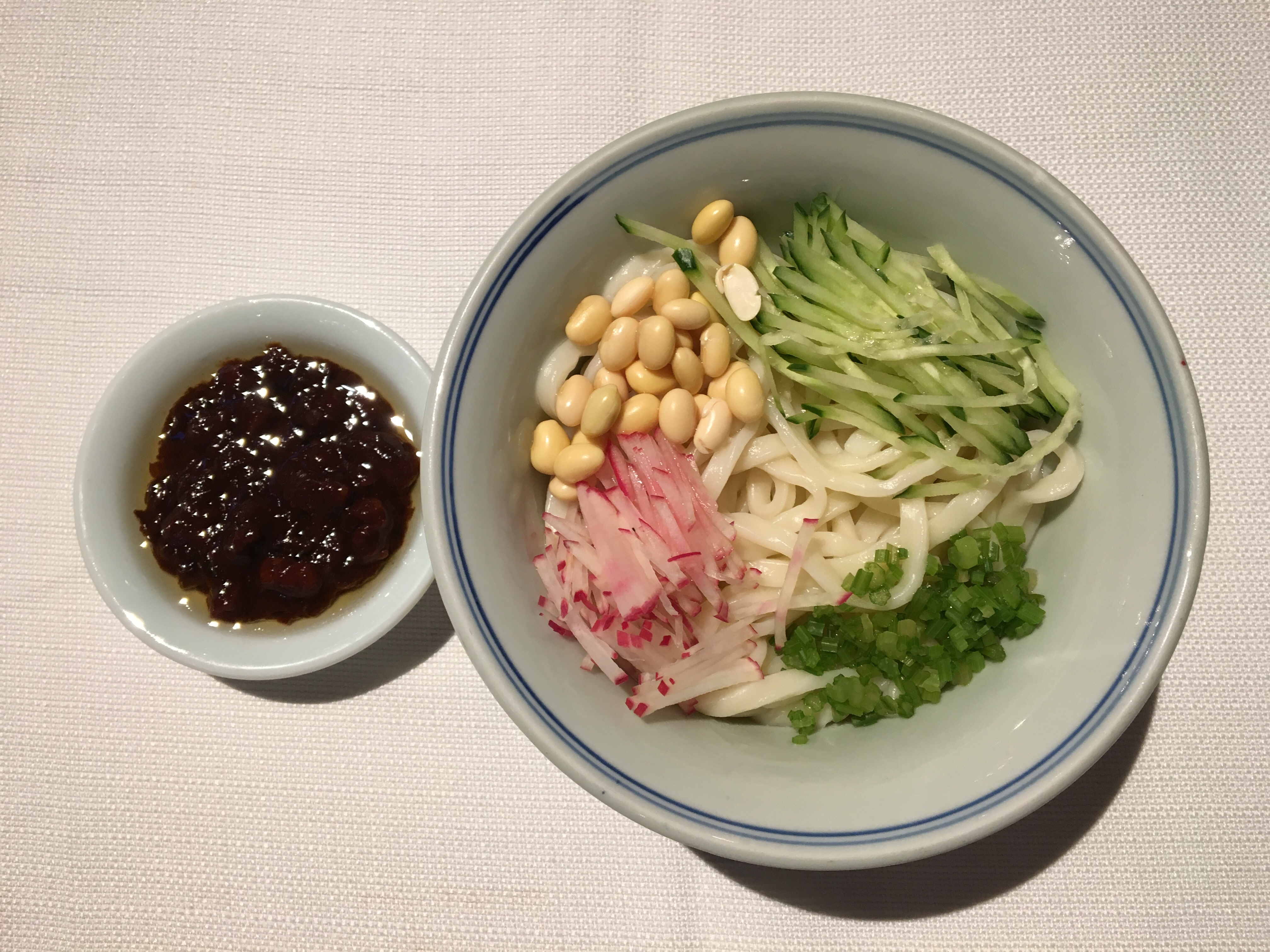
ジャージャン麺
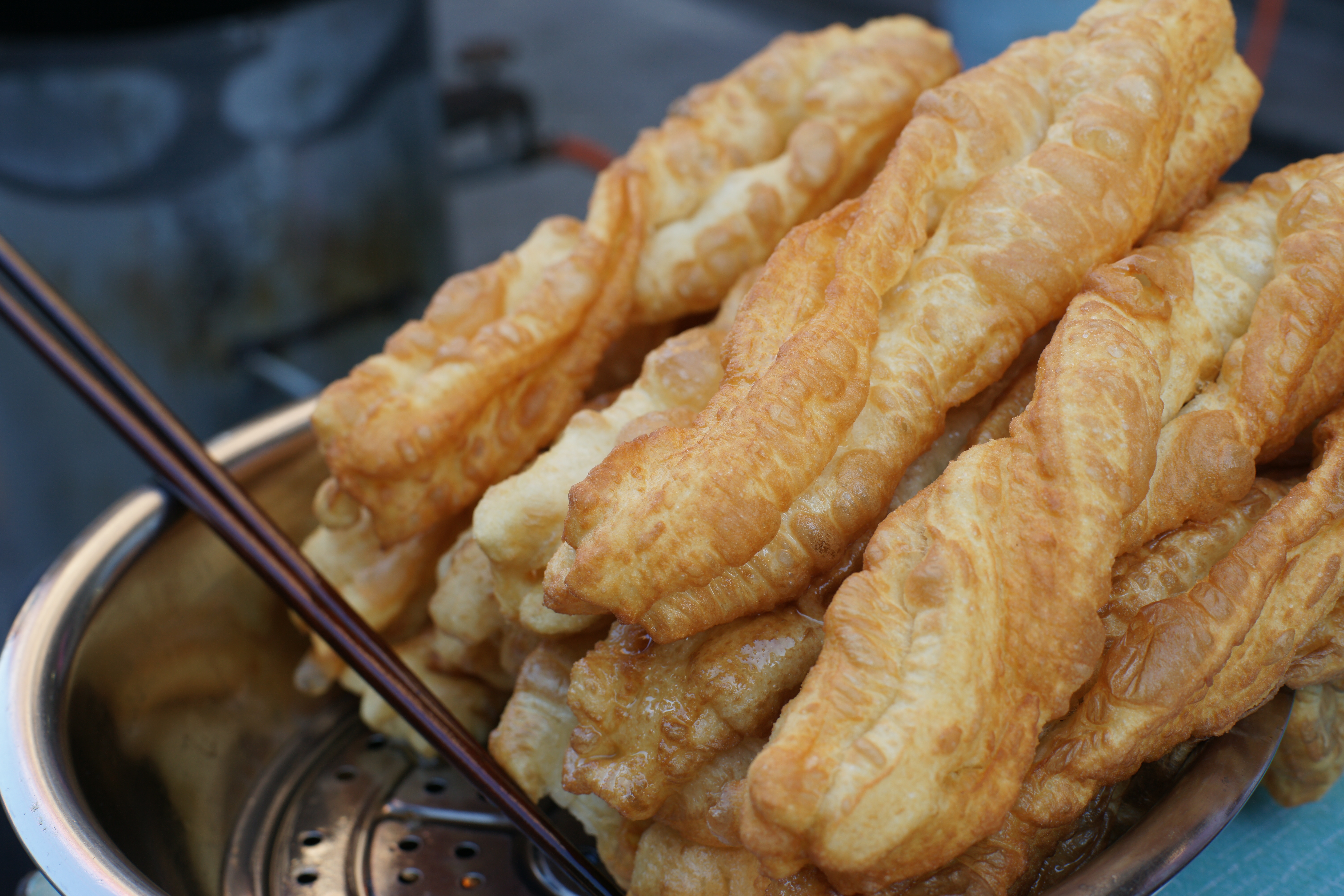
油条
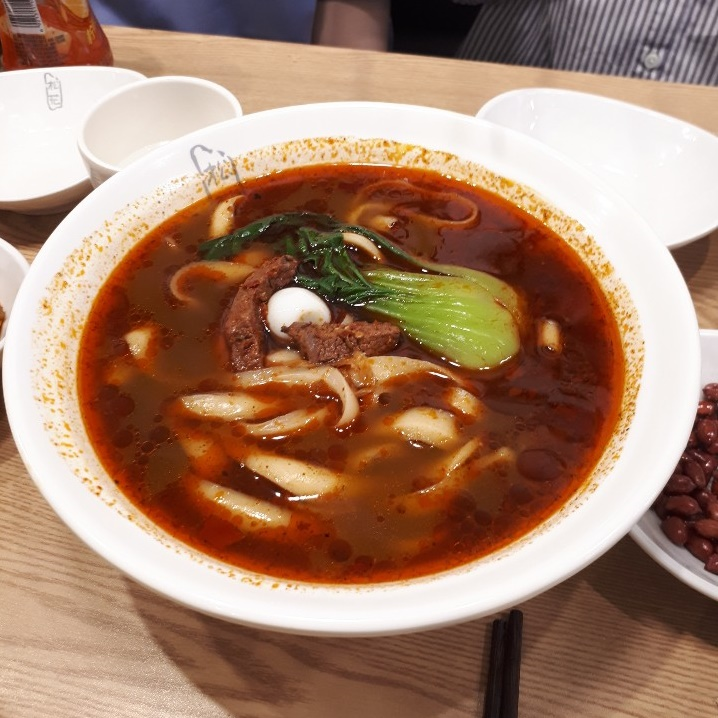
刀削麺
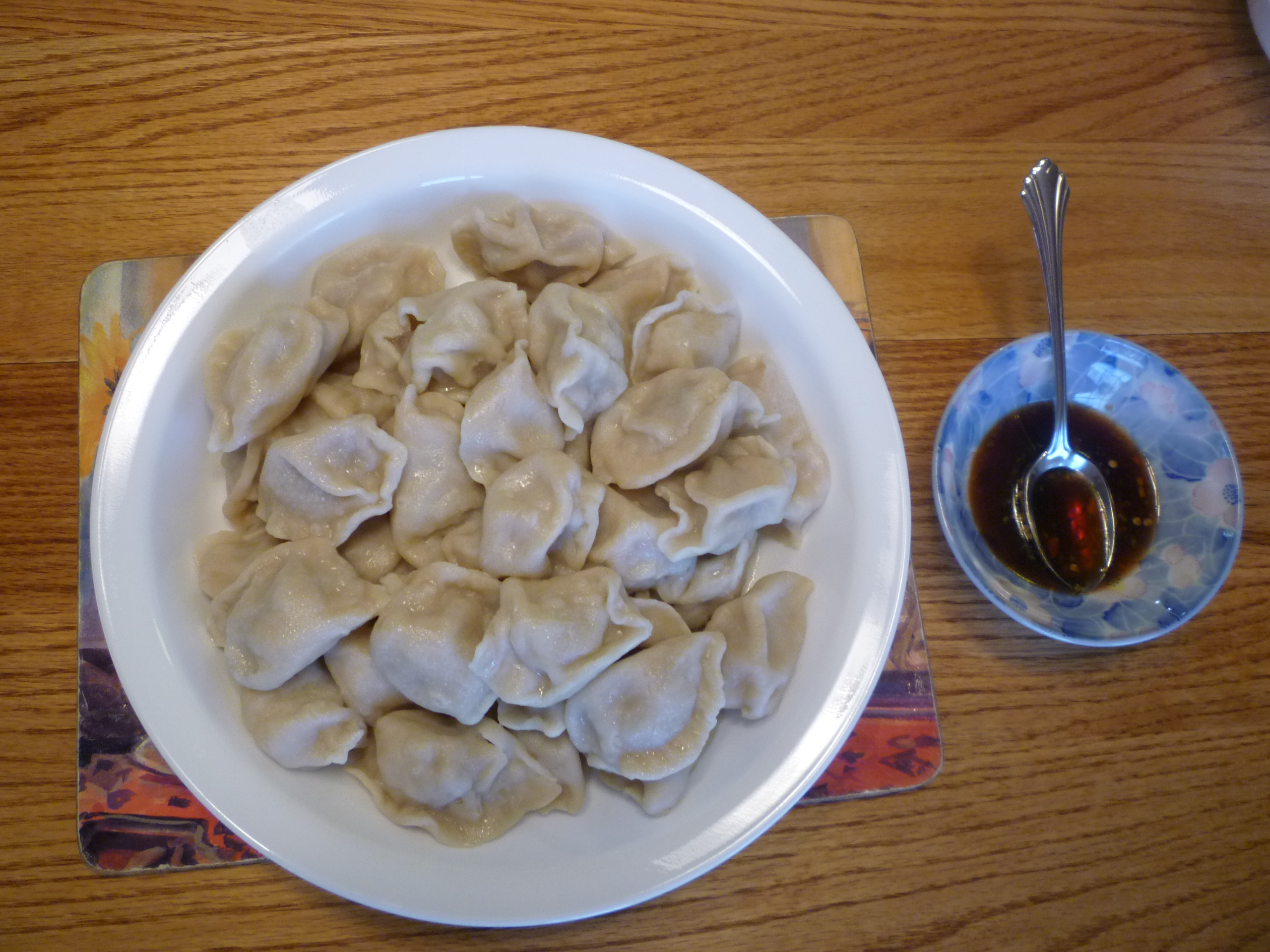
餃子
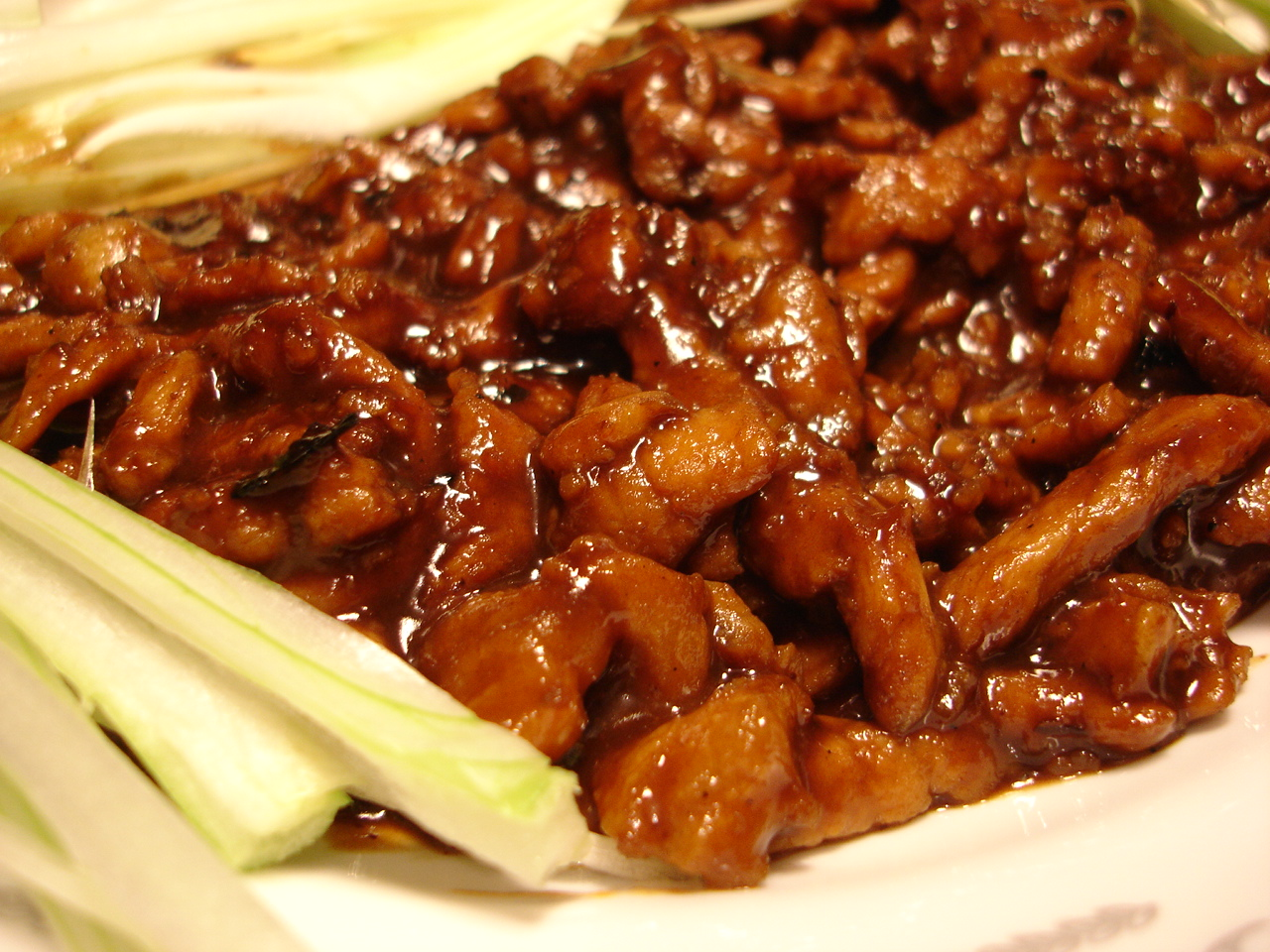
京醤肉絲
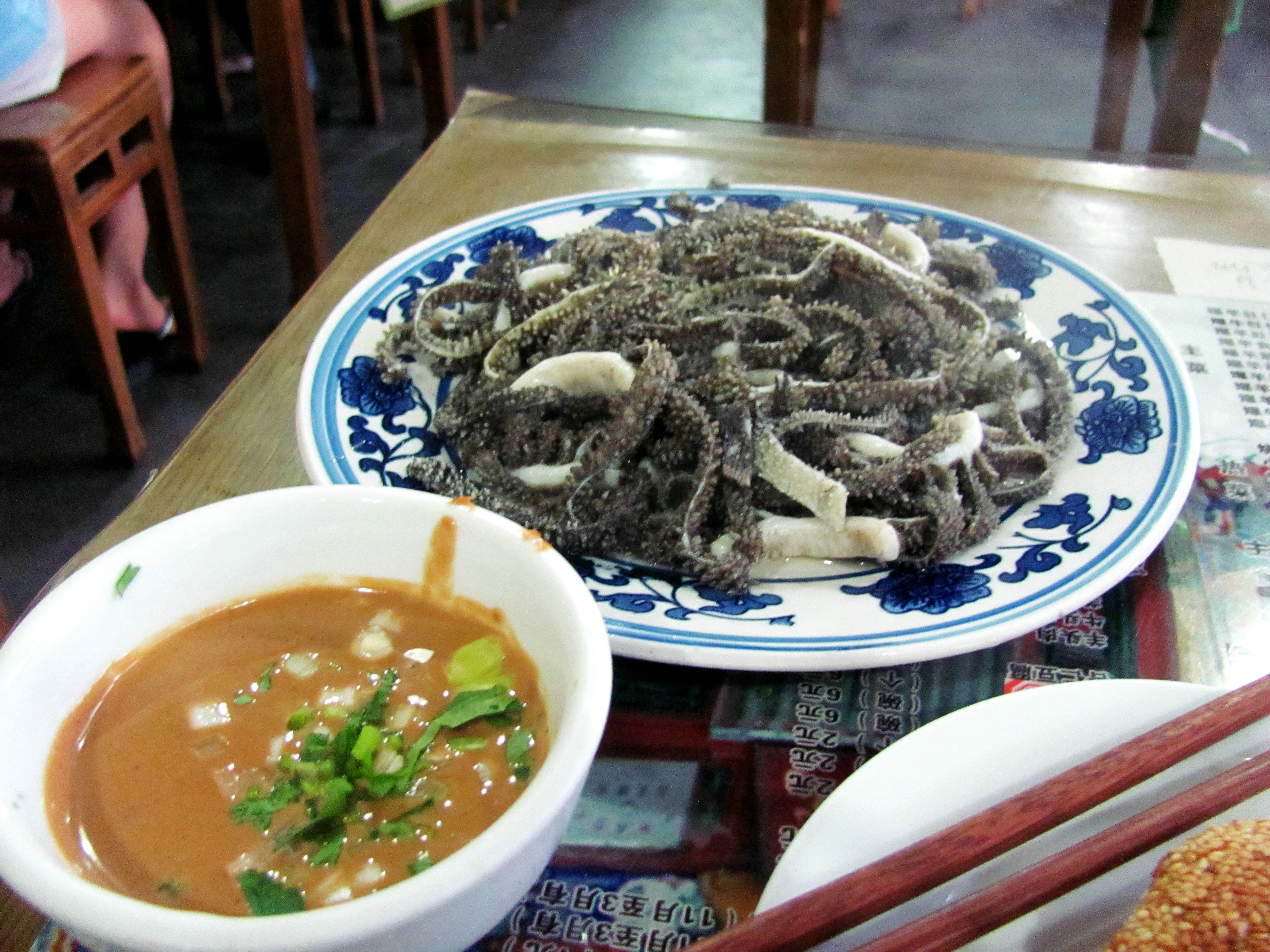
爆肚
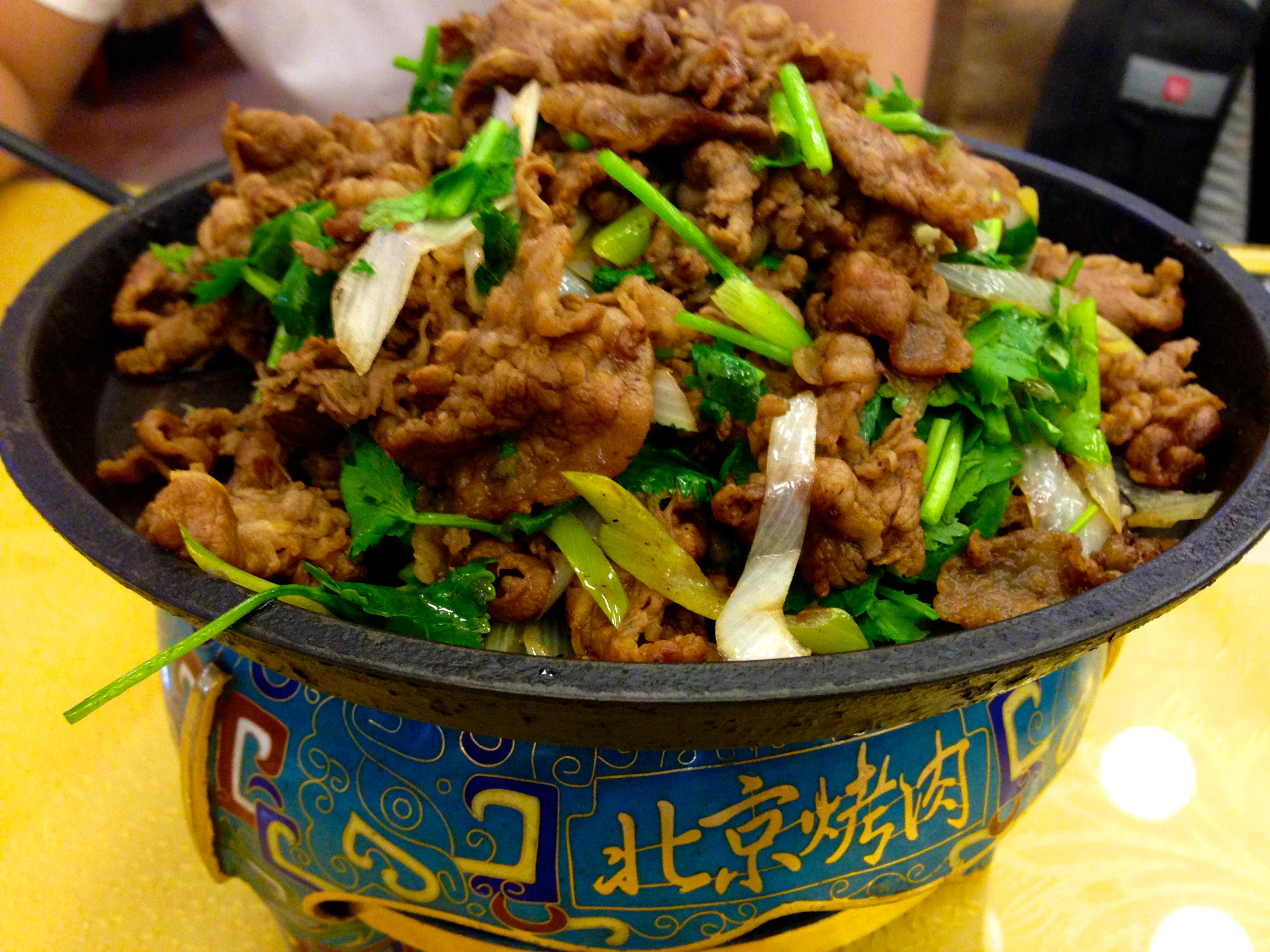
炙子烤肉

## 中華老字号

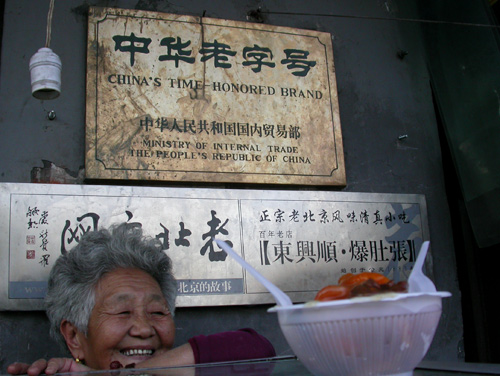
国内貿易部認定の中華老字号牌（旧）。北京の東興順爆肚張

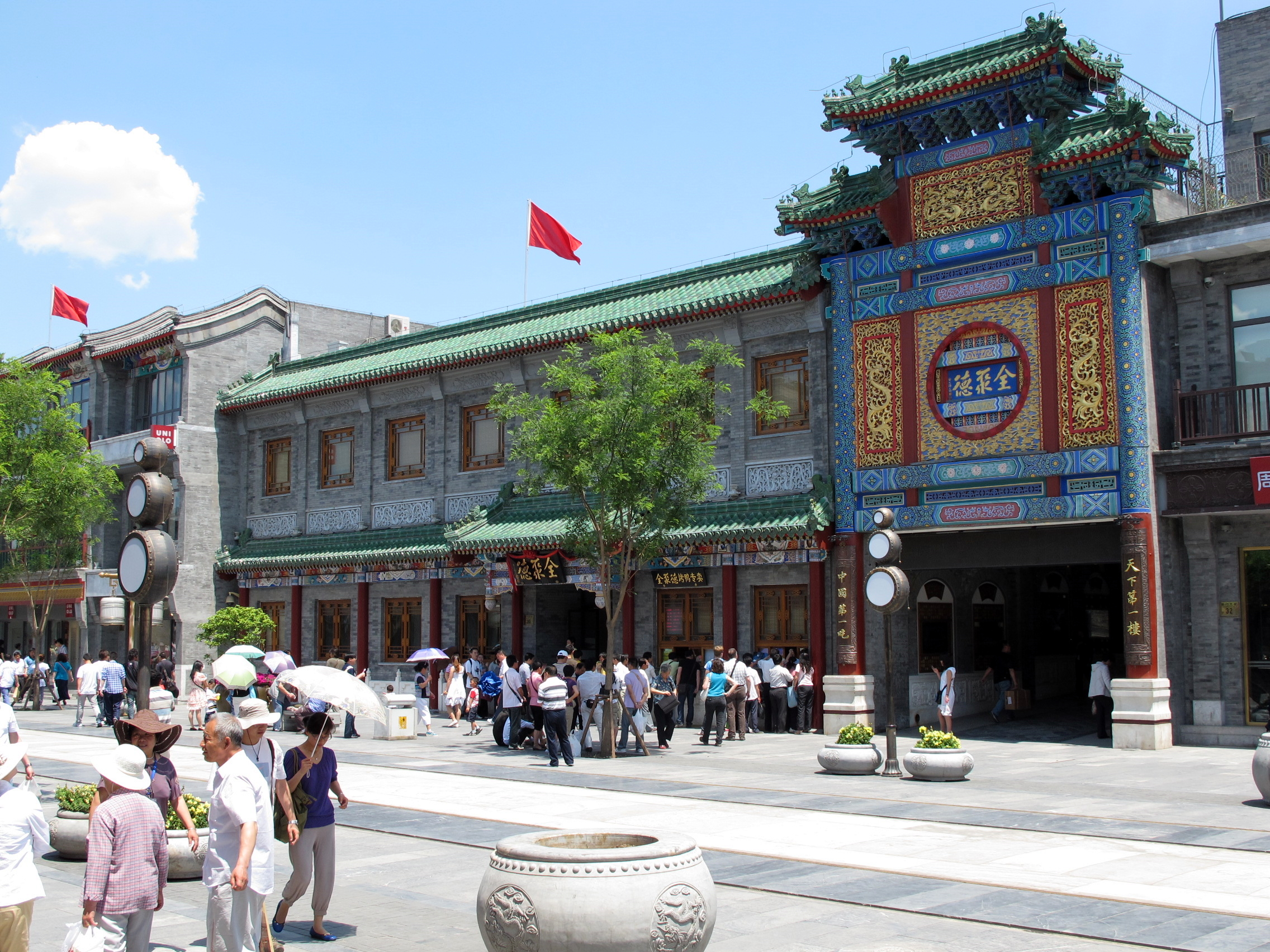
全聚徳
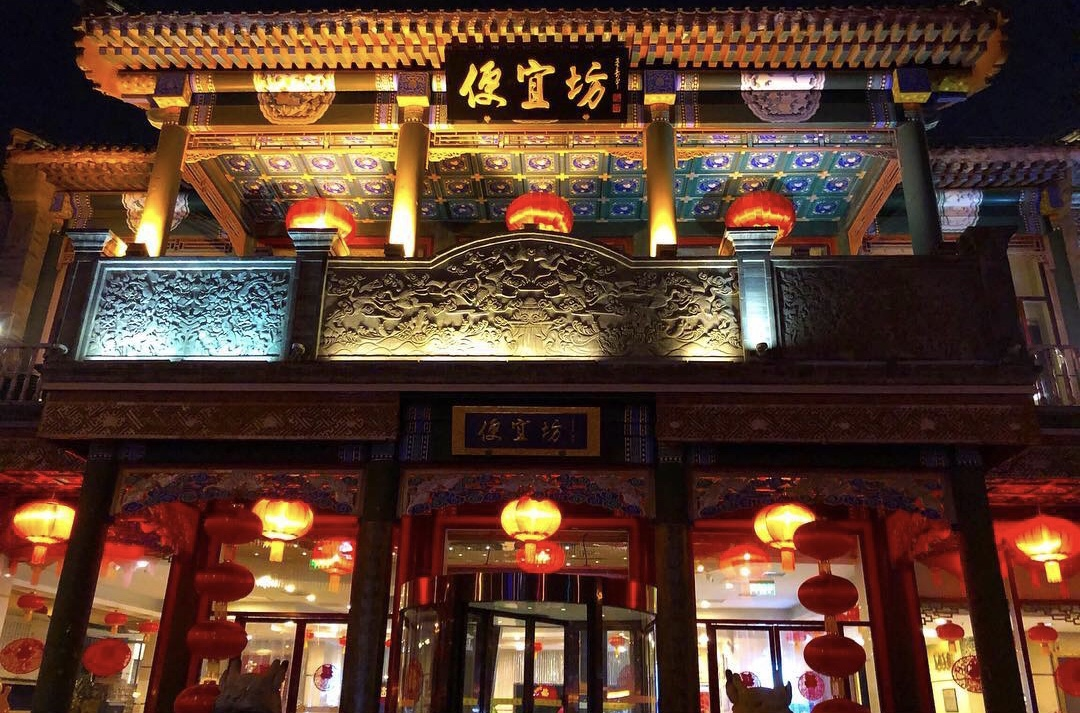
便宜坊
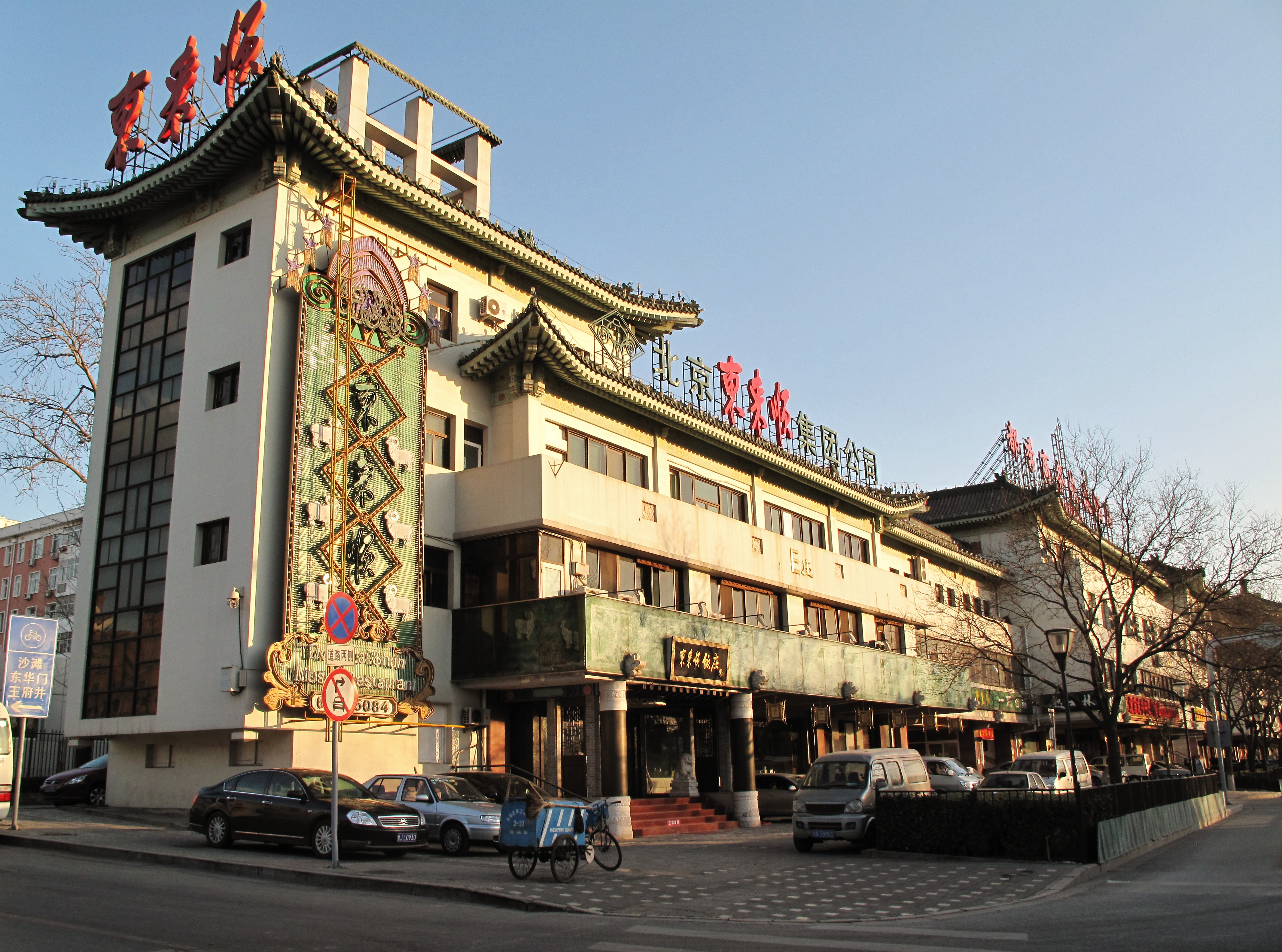
東来順
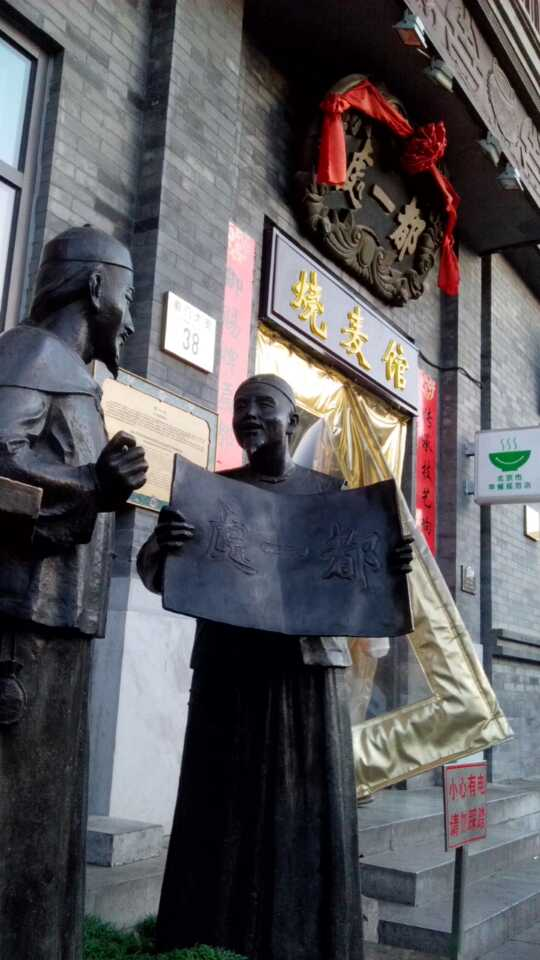
都一処
- 六必居
- 王致和
- zh:仿膳飯莊
- zh:爆肚馮
- zh:天源醬園
- zh:天福号
- zh:北京稻香村

- 全聚徳
- 便宜坊
- 東来順
- 都一処